# Pigres de Peonia
Pigres de Peonia es un notable peonio mencionado por Heródoto. Según el relato de este autor, junto con su hermano Mantias y su hermana, viajó a Sardes para reunirse con el rey persa Darío I. Deseaban que éste los nombrase tiranos de los peonios. Sin embargo, Darío quedó tan gratamente impresionado con la habilidad y diligencia de su hermana que ordenó a Megabazo que deportara a los peonios a Asia.